# Acrochaeta chalconota
Acrochaeta chalconota är en tvåvingeart som först beskrevs av Brauer 1882.  Acrochaeta chalconota ingår i släktet Acrochaeta och familjen vapenflugor. Inga underarter finns listade i Catalogue of Life.